# Centrale hydroélectrique du Blanda
La centrale hydroélectrique du Blanda (en islandais Blöndustöð) est une centrale hydroélectrique détenue et opérée par Landsvirkjun. Elle est située au nord de l'Islande, près de la Kjalvegur. C'est le premier projet hydroélectrique majeur dans le pays entièrement dessiné par des Islandais.

## Histoire
L'idée d'utiliser la Blanda pour la production électrique fut proposée en 1950, alors qu'une étude systématique des possibles développements hydroélectriques en Islande était conduite. Les plans de la centrale furent publiés en 1980 et le projet fut officiellement lancé en 1982 par la signature d'un accord entre Landsvirkjun et le gouvernement islandais. La construction commença en 1984, avec une fin des travaux prévue pour 1988. La construction fut en fait terminée en 1990 et la première turbine de 50 MW fut mise en service l'année suivante. En mars 1992, les deux autres turbines furent mises en service. En 1996, le barrage principal fut élevé de 4 m, ce qui augmenta la surface du réservoir de 44 km2 à 56 km2. La centrale fut construite à une époque où la croissance énergétique était faible, le pays n'arrivant pas à attirer des industries consommatrices en énergie. Par conséquent, la centrale du Blanda apporta un important surplus électrique, qui fit l'objet de plusieurs critiques. Mais, à partir de 1995, plusieurs industries s'installèrent, ce qui mena à l'utilisation de ce surplus, ainsi qu'à la construction d'autres centrales.

## Caractéristiques

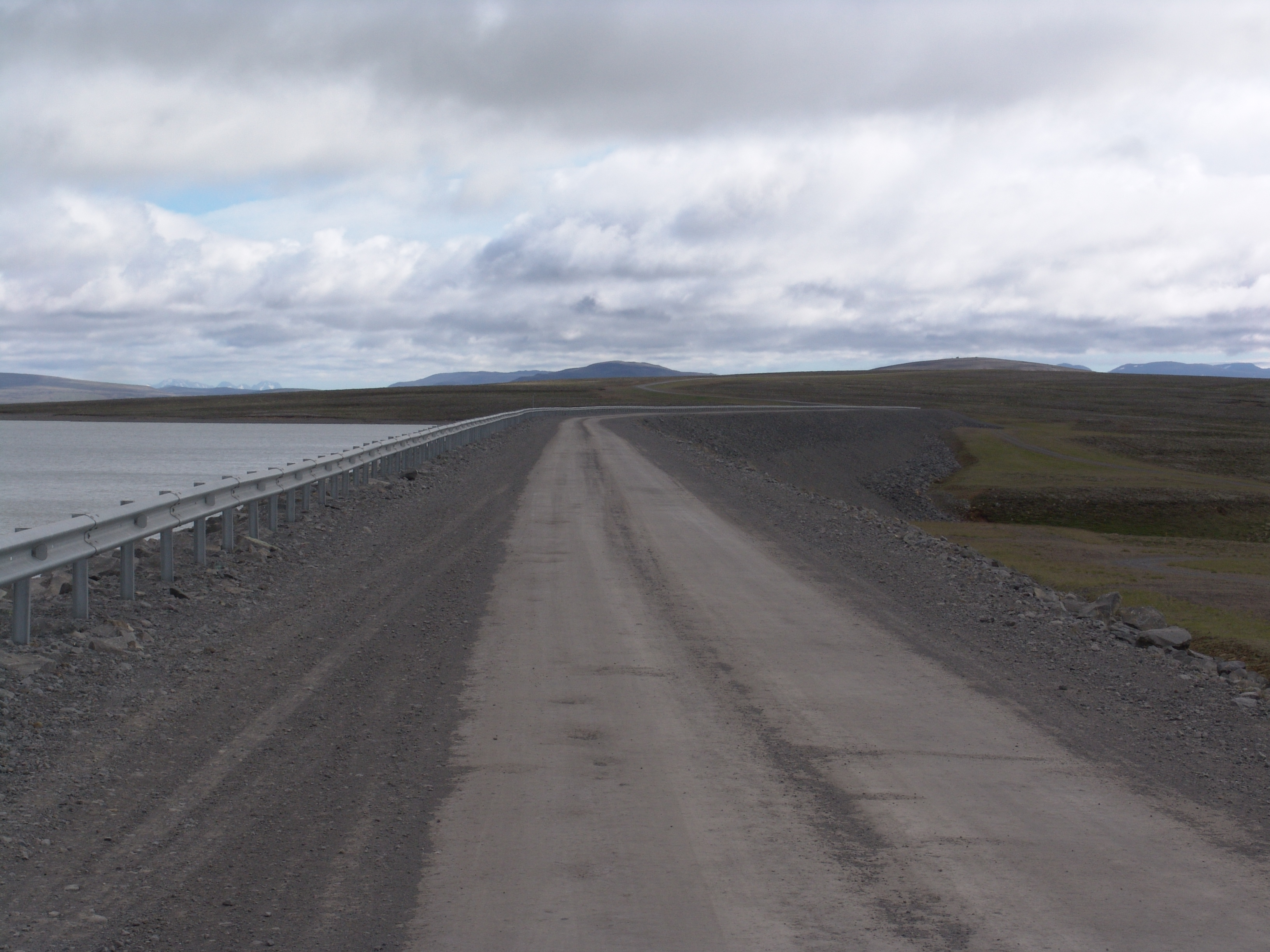
Barrage principal de Blanda.

Le barrage principal, le barrage du Blanda, mesure 44 m de haut pour 800 m de large. Il est secondé par le barrage de Kolka, de 25 m de haut et 1 300 m de large, et ils forment ensemble le réservoir principal Blöndulón, d'une surface de 56 km2 et d'un volume de 400 Mm3. L'eau est ensuite dirigée dans une série de canaux et de lacs vers un troisième barrage, le barrage de Gilsá, de 34 m de haut et 1 000 m de large. L'eau emprunte ensuite un canal d'amenée de 1 300 m, puis chute de 287 m dans une conduite forcée avant d'actionner les trois turbines Francis de 50 MW chacune. L'eau retrouve ensuite son cours naturel, après un tunnel de 1 700 m de long. La station en elle-même, contenant les turbines, est située 200 m sous terre et est accessible par ascenseurs depuis la station de contrôle située à la surface, à l'aplomb de la station de profondeur, ou par un tunnel de 800 m pour les véhicules.